# Irena Pavlovicová
Irena Pavlovicová (srbsky Ирена Павловић, Irena Pavlović; narozená 28. září 1988 Bělehrad) je francouzská profesionální tenistka srbského původu. Ve své dosavadní kariéře na okruhu WTA Tour nevyhrála žádný turnaj. V rámci okruhu ITF získala k lednu 2012 tři tituly ve dvouhře a třináct ve čtyřhře.
Na žebříčku WTA byla nejvýše ve dvouhře klasifikována v říjnu 2010 na 187. místě a ve čtyřhře pak v únoru 2011 na 107. místě. Jejími trenéry jsou Christophe Serriere a Danyel Ristic.
V sezóně 2009 získala divoké karty na turnajích ve Štrasburku a na pařížském French Open, který se stal jejím debutovým grandslamem v hlavní soutěži. V obou případech vypadla v úvodním kole, na prvním s Kristinou Barroisovou, ve druhém pak nestačila na Akgul Amanmuradovou. Během kariéry porazila například Monicu Niculescuovou, Anne Keothavongou a Erakovićovou.

## Soukromý život
Ve třech letech se s rodiči Draganem a Mirjanou Pvlovićovými přestěhovala z rodného Bělehradu do Paříže. bratr Filip Pavlovic je basketbalista. Než se jejími trenéry stali Christophe Serriere a Danyel Ristic, trénovala v tenisové akademii Patricka Mouratoglouho.

## Finálové účasti na turnajích okruhu ITF
| $50,000–$100,000 |
| $10,000–$25,000  |

### Dvouhra: 11 (3–8)
| Stav       | Č. | Datum              | Turnaj    | Povrch    | Finalistka          | Výsledek      |
| ---------- | -- | ------------------ | --------- | --------- | ------------------- | ------------- |
| Finalistka | 1. | 22. ledna 2006     | Tipton    | tvrdý (h) | Virginie Pichetová  | 4–6, 1–6      |
| Finalistka | 2. | 29. ledna 2006     | Hull      | tvrdý (h) | Melanie Southová    | 4–6, 1–6      |
| Vítězka    | 1. | 22. července 2006  | Frinton   | tráva     | Georgie Stoopová    | 6–2, 6–4      |
| Vítězka    | 2. | 13. srpna 2006     | Wrexham   | tvrdý     | Jane O'Donoghueová  | 6–4, 6–3      |
| Finalistka | 3. | 15. října 2006     | Jersey    | tvrdý (h) | Angelique Kerberová | 0–6, 4–6      |
| Finalistka | 4. | 26. února 2007     | Portimão  | tvrdý     | Neuza Silvaová      | 6(2)–7, 4–6   |
| Vítězka    | 3. | 18. listopadu 2007 | Nuriootpa | tvrdý     | Monique Adamczaková | 6–2, 5–7, 6–4 |
| Finalistka | 5. | 6. prosince 2009   | Bendigo   | tvrdý     | Alicia Moliková     | 3–6, 4–6      |
| Finalistka | 6. | 19. dubna 2010     | Gimhae    | tvrdý     | Čan Jung-žan        | 2–6, 1–6      |
| Finalistka | 7. | 6. června 2010     | Sarajevo  | antuka    | Liana Ungurová      | 3–6, 0–6      |
| Finalistka | 8. | 13. září 2010      | Alphen    | antuka    | Julia Schruffová    | 0–6, 3–6      |

### Čtyřhra: 16 (13–3)

#### Vítězka (13)
| Č.  | Datum              | Turnaj         | Povrch      | Spoluhráčka              | Finalistky                                | Výsledek            |
| --- | ------------------ | -------------- | ----------- | ------------------------ | ----------------------------------------- | ------------------- |
| 1.  | 20. září 2008      | Madrid         | tvrdý       | Julie Coinová            | Julia Bejgelzimerová Anastasia Poltoracká | 6–3, 6–4            |
| 2.  | 19. prosince 2008  | Dubaj          | tvrdý       | Maša Zecová Peškiričová  | Jelena Čalovová Valeria Savinychová       | 7–6(6), 3–6, [10–3] |
| 3.  | 26. září 2009      | Madrid         | tvrdý       | Nina Bratčikovová        | Claire Feuersteinová Constance Sibilleová | 6–2, 6–4            |
| 4.  | 4. prosince 2009   | Bendigo        | tvrdý       | Arina Rodionovová        | Jocelyn Raeová Emelyn Starrová            | 6–3, 7–6(3)         |
| 5.  | 7. února 2010      | Belfort        | koberec (h) | Jelena Bovinová          | Nikola Hofmanová Karina Pimkinová         | 6–2, 2–6, [10–6]    |
| 6.  | 6. března 2010     | Minsk          | tvrdý (h)   | Jelena Bovinová          | Maret Aniová Vitalija Ďjačenková          | 6–0, 6–1            |
| 7.  | 28. března 2010    | Moskva         | koberec (h) | Nina Bratčikovová        | Ljudmyla Kičenoková Nadia Kičenoková      | 6(4)-7, 6–2, [10–3] |
| 8.  | 14. května 2010    | Caserta        | antuka      | Jekatěrina Dzegalevičová | Nicole Clericová Rebecca Marinová         | 6–3, 6–3            |
| 9.  | 5. června 2010     | Sarajevo       | antuka      | Iryna Burjačoková        | Nicole Clericová Karolina Kosińska        | 6–1, 6–1            |
| 10. | 4. července 2010   | Stuttgart      | antuka      | Mandy Minellaová         | Magdalena Kiszczyńska Erika Semaová       | 6–3, 6–4            |
| 11. | 10. října 2010     | Shrewsbury     | tvrdý (h)   | Vitalija Ďjačenková      | Claire Feuersteinová Vesna Manasjevová    | 4–6, 6–4, [10–6]    |
| 12. | 17. října 2010     | Joue-les-Tours | tvrdý (h)   | Tatjana Maleková         | Stéphanie Cohenová-Alorová Selima Sfarová | 6–4, 5–7, [10–8]    |
| 13. | 20. listopadu 2010 | Bratislava     | tvrdý (h)   | Emma Laineová            | Claire Feuersteinová Valeria Savinychová  | 6–4, 6–4            |